# Beretta 70
Beretta 70 — итальянский самозарядный пистолет производства компании Beretta, выпускавшийся с 1958 по 1985 годы. Пришёл на замену более раннему образцу Beretta M1935, выпускавшемуся под патрон .32 ACP. Включал в себя серию пистолетов, выпускавшихся под разными названиями. Был достаточно компактным и обладал некоторыми особенностями, которые позже стали присущи всем последующим образцам Beretta.

## Характеристики по сравнению с предыдущими моделями
Модель Beretta 70 превосходила модели M1934, M1935 и M948 (в том числе под патрон .22 LR) по нескольким параметрам. Так, у моделей образцов 1934 и 1935 гг. предохранитель в виде рычажка над спуском, поворачивавшийся на 180 градусов, был крупным и медленным, а рабочей рукой его сдвинуть было неудобно. В пистолетах Beretta 70 изначально устанавливался предохранитель по образцу модели 1951 года в виде поперечной кнопки, но нажимать его пальцами рабочей руки было также неудобно, поскольку он мог быть случайно активирован. Спустя какое-то время в модели Beretta 70 появился более удобный рычажный предохранитель в задней части пистолета на раме, сдвигаемый большим пальцем. Подобная схема использовалась на большинстве пистолетов Beretta во второй половине XX века и вскоре стала традиционной для большинства самозарядных пистолетов (позже предохранитель был перенесён на затвор в модели 92S, вышедшей в 1983 году). Для более естественного положения руки с оружием при наведении на цель угол рукояти по отношению к стволу был изменён. Спусковой крючок также был доработан: для выстрела уже требовалось большее усилие.
Придя на замену моделям M1934 и M1935 в линейке компактных пистолетов, модель 70 унаследовала от модели 1951 года рычаг разборки, систему направляющих штока, затворную задержку и кнопку для извлечения магазина в нижней части рукояти. Изначально в модели 70 была затворная задержка, как у M1934/5: она позволяла пружине внутри магазина физически заблокировать затвор, чтобы он не закрыл пустой магазин. При извлечении магазина затвор двигался вперёд и утыкался до упора, если только стрелок не ставил оружие на предохранитель. В связи с этим процессом на перезарядку пистолета уходило больше времени. При производстве 70-й серии затворную задержку переработали и изменили на ту, которая присутствовала уже в модели M1951. В процессе производства была изменена форма рычага затворной задержки: вместо «педалеобразной формы» M1951 была установлена кнопка. Спусковая скоба была удлинена, что немного улучшало внешний вид оружия. Позже в модели 70-й серии на левой щечке был установлен упор для большого пальца: это было сделано, чтобы оружие можно было экспортировать в США в соответствии с Актом о контроле над оружием 1968 года (англ. 1968 Gun Control Act).
В магазинах Beretta 70 сохранился небольшой выступ перед донной пластиной, унаследованный у моделей 1934/5 и 1951. У компактных пистолетов это является распространённым способом увеличить площадь поверхности рукояти при общем уменьшении размеров пистолета.

## Все модели

### Beretta 70
Оригинальная модель 70 — известна под названием «Puma», выпускалась под патрон .32 ACP, обладала предохранителем поперечного типа. Щёчки — пластиковые, коричневого цвета, обхватывающие рукоять.

### Beretta 70s (70-я серия)
В Beretta 70-й серии использовалась стальная рама. Пистолет выпускался под патроны .22 LR, .32 ACP и .380 ACP. Предохранитель находился на левой стороне. Экспортируемые в США модели были оснащены удобной для левшей рукоятью.

### Beretta 71

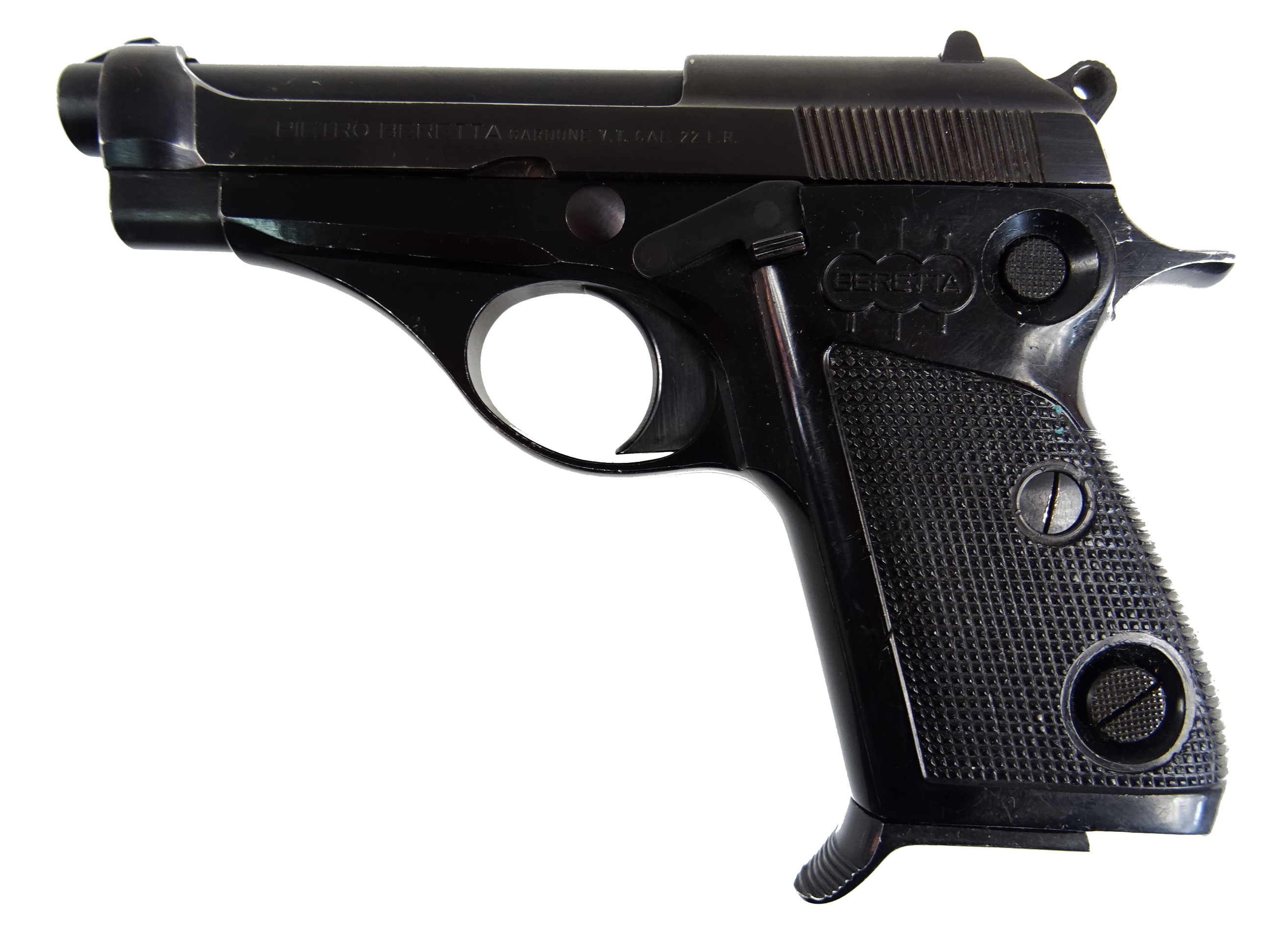
Beretta 71 под патрон .22 Long Rifle

Модель 71 выпускалась только под патрон .22 LR. В отличие от стальной рамы, использовавшейся в модели 70 и моделях 70-й серии, обладала рамой из алюминиевого сплава, что снижало массу пистолета на 0,2 кг. Выпускалась под названием Jaguar..

### Beretta 72
Модель 72 не отличалась от моделей 71 и 75, за исключением возможности установки двух типов стволов: короткого для самообороны и длинного для спортивной стрельбы и тренировок. Как и модель 71, она выпускалась под названием Jaguar.

### Beretta 73, 74, 75
Модели 73, 74 и 75 являлись спортивными пистолетами с удлинённым стволом. У модели 74 присутствовали установленные на стволе регулируемые прицельные приспособления. Модели 73 и 74 обладали полноразмерными рамами, в то время как у модели 75 рама была компактной.

### Beretta 76
Модель 76 разрабатывалась в качестве спортивного пистолета. Обладала длинным кожухом ствола, интегрированным в рамку — наподобие модели Beretta 87 Target, была оснащена планкой для установки оптических прицелов. Производилась в 1971—1985 годах, рама для пистолета была такой же, как для моделей 73 и 74. Прицел регулируемый, целик устанавливался на кожух ствола, что повышало точность. Модель выпускалась с пластиковыми и деревянными щёчками; продавалась под номерами 76P или 76W.

### Beretta 100, 101, 102
Модели 100-й серии были идентичны моделям 70-й, но продавались непродолжительное время в США в конце 1960-х годов. Они выпускались под патрон .32 ACP, хотя рукоять пистолета была заимствована у модели под калибр .22 LR. Длина ствола составляла 150 мм. Масса достигала почти 1 кг, но основные характеристики модели 100 не отличались от модели 74. Модель 101 соответствовала модели 72, модель 102 — модели 76. От подобной схемы нумерации отказались в середине 1970-х годов, вернувшись к прежнему обозначению для модели 70.

## Сравнительная таблица моделей
| Модель | Патрон         | Длина ствола, мм | Магазин | Целик        | Мушка     | Масса, г |
| ------ | -------------- | ---------------- | ------- | ------------ | --------- | -------- |
| 70     | .32 ACP        | 90               | 8       | Несъёмный    | Несъёмная | 660      |
| 70     | .32 ACP        | 90               | 8       | Несъёмный    | Несъёмная | 520      |
| 70 S   | .380 ACP       | 90               | 7       | Несъёмный    | Несъёмная | 675      |
| 70 S   | .32 ACP        | 90               | 8       | Несъёмный    | Несъёмная | 685      |
| 70 S   | .22 Long Rifle | 90               | 8       | Регулируемый | Несъёмная | 635      |
| 71     | .22 Long Rifle | 90               | 8       | Несъёмный    | Несъёмная | 480      |
| 72     | .22 Long Rifle | 150              | 8       | Несъёмный    | Несъёмная | 535      |
| 72     | .22 Long Rifle | 90               | 8       | Несъёмный    | Несъёмная | 535      |
| 73     | .22 Long Rifle | 150              | 10      | Несъёмный    | Несъёмная | 550      |
| 74     | .22 Long Rifle | 150              | 10      | Регулируемый | Несъёмная | 570      |
| 75     | .22 Long Rifle | 150              | 8       | Несъёмный    | Несъёмная | 525      |
| 76     | .22 Long Rifle | 150              | 10      | Регулируемый | Съёмная   | 930      |
| 76S    | .22 Long Rifle | 150              | 10      | Регулируемый | Съёмная   | ок. 800  |
| 100    | .32 ACP        | 150              | 9       | Регулируемый | Несъёмная | 990      |
| 101    | .22 Long Rifle | 150              | 10      | Регулируемый | Несъёмная | -        |
| 102    | .22 Long Rifle | 150              | 10      | Регулируемый | Съёмная   | -        |

## Варианты
Варианты Model 70 предусматривали установку съёмного глушителя.

### Базовая версия
Базовая версия Beretta 70 выпускалась в 1958—1968 годах. В определённый момент они стали выпускаться с предохранителем, установленным на затворной раме, отказавшись от прежнего поперечного предохранителя (как на M1951).

### S-версия
S-версия выпускалась в 1977—1985 годах. Отличительные особенности: новый магазинный предохранитель, ствол под патроны .380 ACP вместо .32 ACP. В отличие от пистолетов под патроны калибра .22, прицел на этой модели был уже нерегулируемый.

### T-версия
T-версия выпускалась в 1969—1975 годах. Отличительные особенности: увеличенный магазин на 9 патронов (у базовых моделей было 8) и удлинённый до 152 мм ствол.

## Страны-пользователи
- Ирак: выпускался с 1980 года по лицензии под названием Tariq[6][7]. Назван в честь арабского полководца Тарика ибн Зияда.
- Израиль: состоял на вооружении разных силовых структур, в том числе воздушных маршалов, агентов Моссада[4], бойцов морского спецназа Сайерет Маткаль и израильской полиции[8].
- Италия: на вооружении полиции Италии.
- Ливия: на вооружении ливийских силовых структур[6].

## Резонансные случаи применения
- 18 февраля 1969 года в Цюрихе четверо палестинцев из Народного фронта освобождения Палестины попытались взять в заложники пассажиров рейса 432 компании El Al[англ.]. Находившийся среди пассажиров сотрудник Моссад и воздушный маршал Мордехай Рахамим оперативно среагировал, выхватив Beretta 70 и застрелив из него одного из четырёх нападавших. Этот пистолет был одним из любимых образцов оружия среди агентов Моссада[8].
- 6 марта 1981 года в Любеке немка Марианна Бахмайер[англ.] из этого пистолета застрелила 35-летнего мясника Клауса Грабовски, которого суд признан виновным в похищении, изнасиловании и убийстве её дочери Анны. Убийство было совершено прямо в здании суда[9].

## Галерея

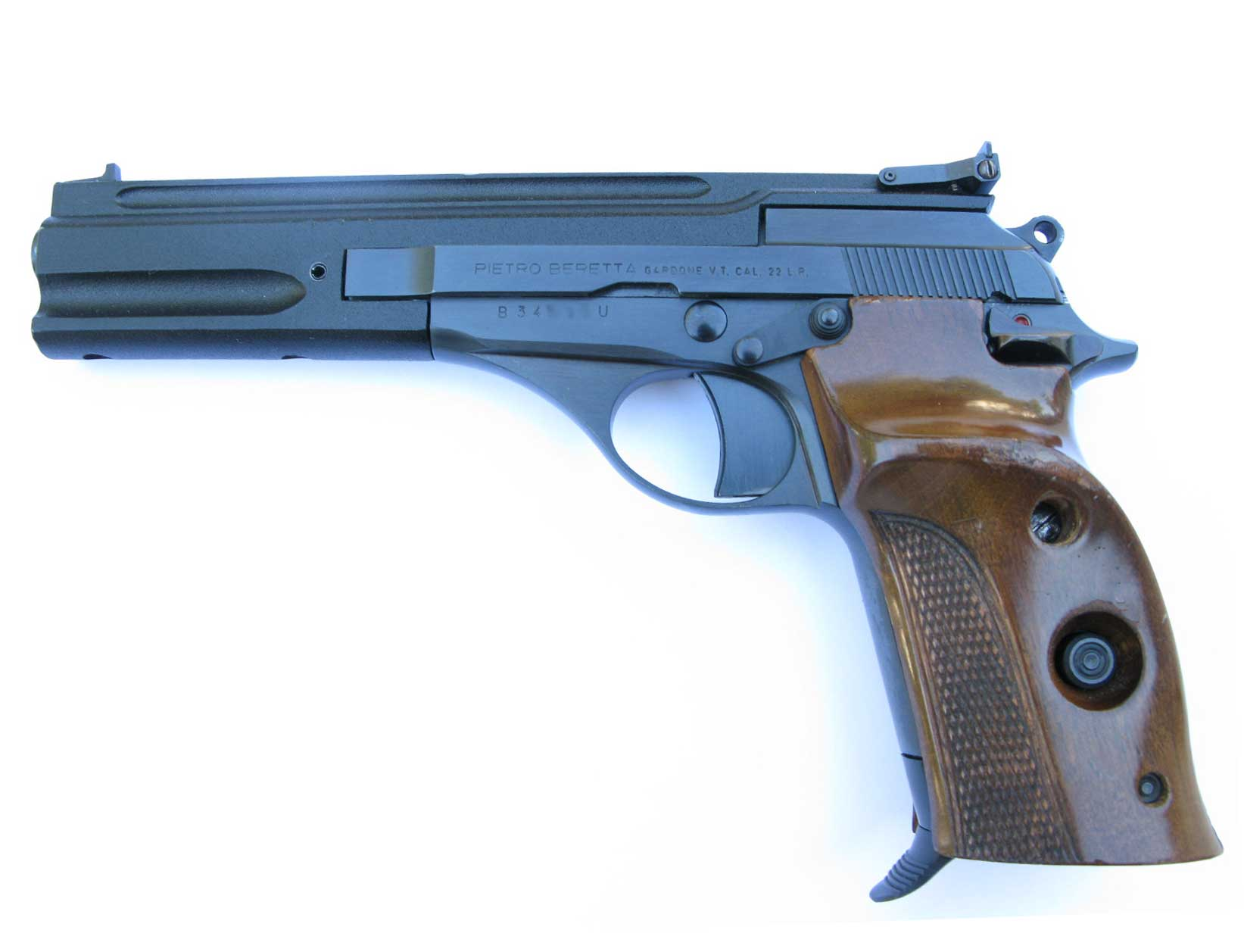
Beretta Model 76 с деревянными щёчками
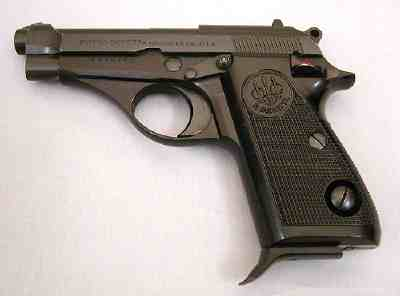
Beretta Model 70 с ручным предохранителем, плоскими щёчками и кнопкой сброса магазина (ранний вариант)
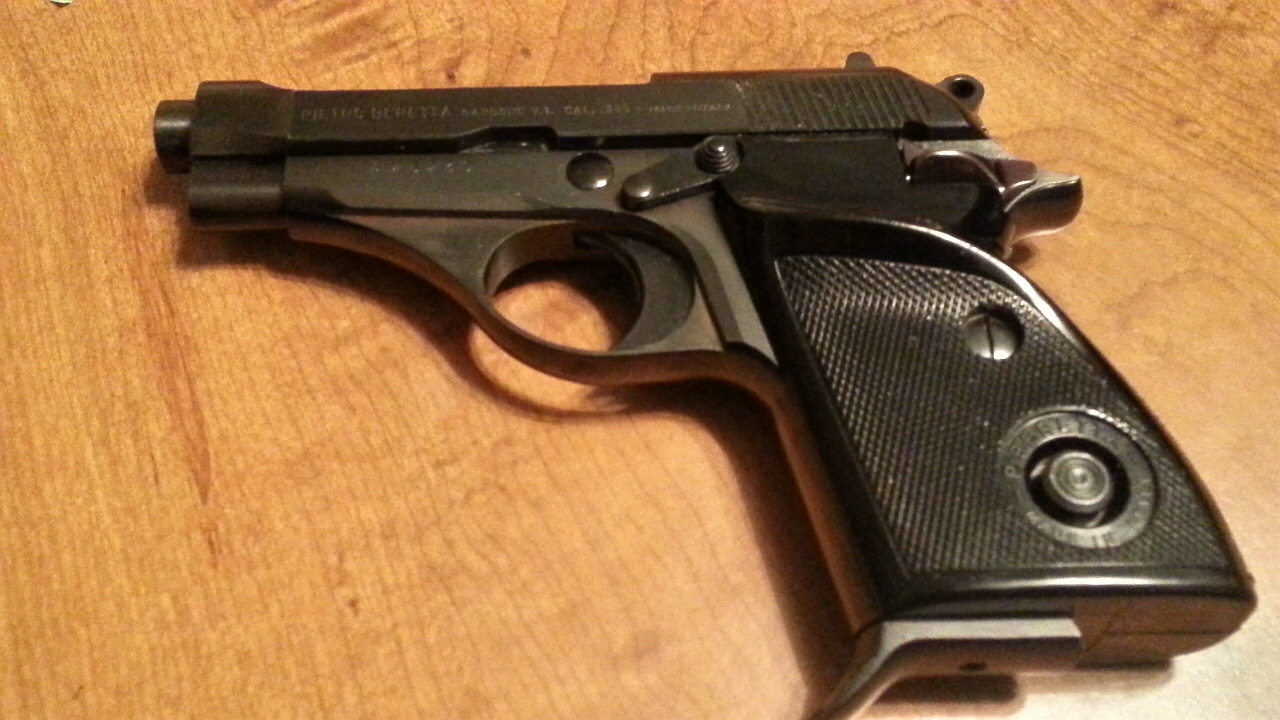
Beretta 70S с удобной рукояткой и кнопкой сброса магазина (поздний вариант)
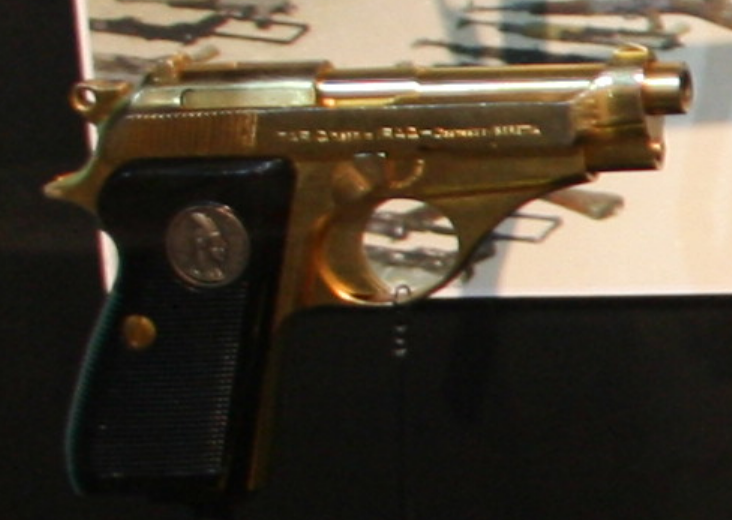
Тарик
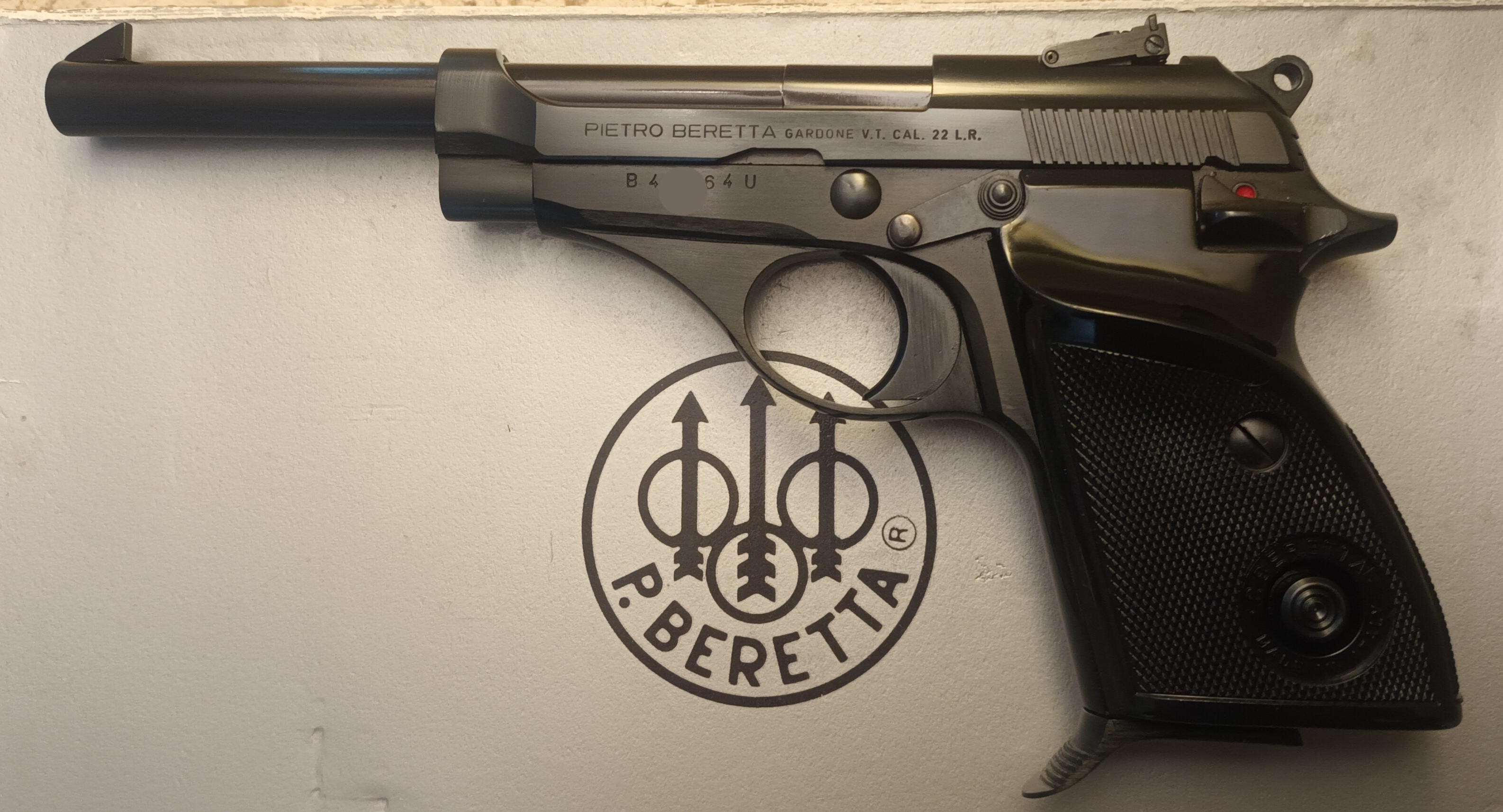
Beretta 71 Special